# La Petite Rivière à Goyaves
La Petite Rivière à Goyaves är ett vattendrag i Guadeloupe (Frankrike). Det ligger i den centrala delen av Guadeloupe, 23 km nordost om huvudstaden Basse-Terre.